# Myelaphus lobicornis
Myelaphus lobicornis là một loài ruồi trong họ Asilidae. Myelaphus lobicornis được Osten-Sacken miêu tả năm 1877.